# حديقة أولهاو
حديقة أولهاو هي واحدة من أبرز المعالم البيئية والثقافية بمدينة أكادير، تقع في قلب حي تالبورجت الجديد، حديقة أولهاو هي حديقة عمومية  تم افتتاحها في 2 مارس 1992 خلال الإحتفال بعيد العرش.  وتشكل نموذجًا للحدائق الحضرية التي تمزج بين الجمال الطبيعي والتاريخ والوظائف المجتمعية. وقد أُطلق عليها هذا الاسم تخليدًا لاتفاقية التوأمة التي تم توقيعها سنة 1988 بين مدينة أكادير ومدينة أولهاو (Olhão) البرتغالية. تُعد الحديقة تجسيدًا ملموسًا لعلاقات الصداقة والتعاون الثقافي بين المغرب والبرتغال، حيث جُسّد هذا البعد الرمزي من خلال تصميمها المعماري المستوحى من الطراز البرتغالي، والمنحوتات الفنية، وتفاصيل جمالية تعكس عناصر من التراث الأيبيري والمغربي في آن واحد.

## الموقع
تقع حديقة أولهاو قرب شارع كينيدي  في مدينة اكادير بالمغرب  في موقع استراتيجي ، وتحديدًا في حي تالبورجت الجديد، أحد الأحياء النابضة بالحركة والأنشطة التجارية والسياحية. تطل الحديقة على شارع الرئيس جون كينيدي، أحد الشرايين الرئيسية بالمدينة، والذي يربط بين عدة أحياء حيوية، ويُسهّل الوصول إلى مختلف المرافق الإدارية والثقافية والتجارية القريبة.
يحظى موقع الحديقة بأهمية خاصة نظرًا لقربها من عدة مؤسسات حضرية، مثل ساحة الأمل، وقصر المؤتمرات، والقصبة القديمة (أكادير أوفلا) على مسافة ليست بعيدة، كما تقع على بعد دقائق قليلة من الواجهة البحرية والمارينا، ما يجعلها نقطة استراحة طبيعية وسياحية مفضلة لسكان المدينة وزوارها.
إلى جانب موقعها المركزي، تتميز الحديقة باندماجها المتوازن في النسيج العمراني المحيط بها؛ فهي تحاذي مراكز تجارية ومؤسسات تعليمية وإدارات عمومية، كما توجد قرب مواقف سيارات ومحطات النقل الحضري، مما يجعلها فضاءً حضريًا مفتوحًا وسهل الولوج، يخدم مختلف الشرائح الاجتماعية والفئات العمرية.
هذا التموقع يجعل من حديقة أولهاو رئة خضراء وسط المدينة، وملاذًا بيئيًا وثقافيًا يتناغم مع متطلبات الحياة الحضرية في أكادير، ويؤدي دورًا محوريًا في إعادة توزيع الفضاء العام لصالح الإنسان والذاكرة والهوية.كما انها  تمتد على مساحة تناهز هكتارين ونصف  (أي حوالي 15,000 متر مربع)، مما يجعلها واحدة من أكبر وأهم المساحات الخضراء في المدينة..

## الوصف والتصميم
تم تصميم الحديقة على الطراز البرتغالي الذي يعكس التراث المعماري والثقافي لمدينة أولهاو. تتميز الحديقة بتنوعها النباتي حيث تضم أنواعًا فريدة من النباتات والأشجار، إلى جانب وجود مجموعة من المنحوتات الحجرية التي تزين المساحات الخضراء.
تحتوي الحديقة على مدفع تاريخي يعود للقرون الوسطى، وهو نصب تذكاري يربط بين التاريخين المغربي والبرتغالي. كما تضم الحديقة مكتبة عامة، متحفًا صغيرًا، ومعرضًا للصور يعرض تاريخ مدينة أكادير قبل زلزال 1960، وبعض المباني التي نجت من الكارثة، مما يوفر نظرة تاريخية وتعليمية للزوار.
تحتوي الحديقة كذلك على مبانٍ حجرية قديمة وممرات مشاة مرتبة بعناية، إضافة إلى مبنى مقام من سعف النخيل يُستخدم لأغراض ثقافية واجتماعية.
تفتح حديقة أولهاو أبوابها للزائرين بدءًا من الساعة الثانية ظهرا وحتى الساعة السادسة مساءًا طوال أيام الأسبوع ماعدا يوم الإثنين. تحتضن الحديقة العديد من الفعاليات الثقافية والفنية مثل المعرض المشترك للفنانين التشكيليين رشيد فاسح والإمام دجيمي، والذي أقيم بساحة الحديقة في الفترة ما 24 مارس 2024 وبين 15 أبريل 2024.
تضم حديقة أولهاو عدة مكونات ومرافق متنوعة تجمع بين الطبيعة والتراث الثقافي، مما يجعلها وجهة مميزة لسكان أكادير وزوارها، ومن أبرز هذه المكونات:
- المساحات الخضراء والنباتات الفريدة: تحتوي الحديقة على مجموعة واسعة من النباتات والأشجار النادرة والمتنوعة، منها نباتات متوافقة مع المناخ المحلي ونباتات مستوردة من البرتغال، مما يعكس التراث النباتي للطراز البرتغالي.
- المنحوتات الحجرية: تنتشر داخل الحديقة عدد من المنحوتات الحجرية التي تزيّن المساحات الخضراء، وهي أعمال فنية تعبر عن التراث الثقافي والتاريخي المشترك بين أكادير وأولهاو.
- المدفع التاريخي: يوجد داخل الحديقة مدفع يعود تاريخه إلى العصور الوسطى، كرمز تاريخي يربط بين الموروث المغربي والبرتغالي.
- المكتبة: تضم الحديقة مكتبة صغيرة توفر مصادر ثقافية وتعليمية للسكان، وتشجع على القراءة والبحث العلمي في بيئة هادئة وطبيعية.
- المتحف: يحتوي على معروضات تعرض صوراً ووثائق تاريخية توضح تطور مدينة أكادير، مع التركيز على فترة ما قبل وبعد زلزال 1960 الذي هز المدينة.
- معرض الصور: يعرض صورًا توثق تاريخ المدينة وأحداثها المهمة، بما في ذلك صور المباني التي نجت من الزلزال وبعض ملامح المدينة القديمة.
- الممرات ومناطق الجلوس: تحتوي الحديقة على ممرات للمشاة مزينة بالأشجار والزهور، وأماكن جلوس مريحة للزوار للاستمتاع بالجو الهادئ والمناظر الطبيعية.
- مبنى من سعف النخيل: يُستخدم لإقامة الفعاليات الثقافية والاجتماعية، يعكس التراث المعماري المحلي التقليدي.[7]

## الافتتاح
افتتحت حديقة أولهاو في 2 مارس 1992 بالتزامن مع الذكرى الرابعة لتوقيع وثيقة التوأمة بين مدينة أكادير ومدينة أولهاو البرتغالية. عانت الحديقة من الإهمال وقلة الرعاية لعدة سنوات ثم أعيد افتتاح الحديقة مجددا في عام 2023 بعد الانتهاء من إعادة تأهيلها كجزء من برنامج التنمية الحضرية لأكادير 2020-2024 الذي تم بالتعاون بين المجلس الجماعي لمدينة أكادير وشركة أكادير سوس ماسة للتهيئة، وقد شملت أعمال إعادة التأهيل، والتي بلغت تكلفتها أكثر من 16 مليون درهم، واجهة مبنى المكتبة والمتحف وممرات المشاة والبحيرة التي تتوسط ساحة الحديقة مع الحفاظ على النباتات الفريدة من نوعها بالحديقة.

## معرض الصور

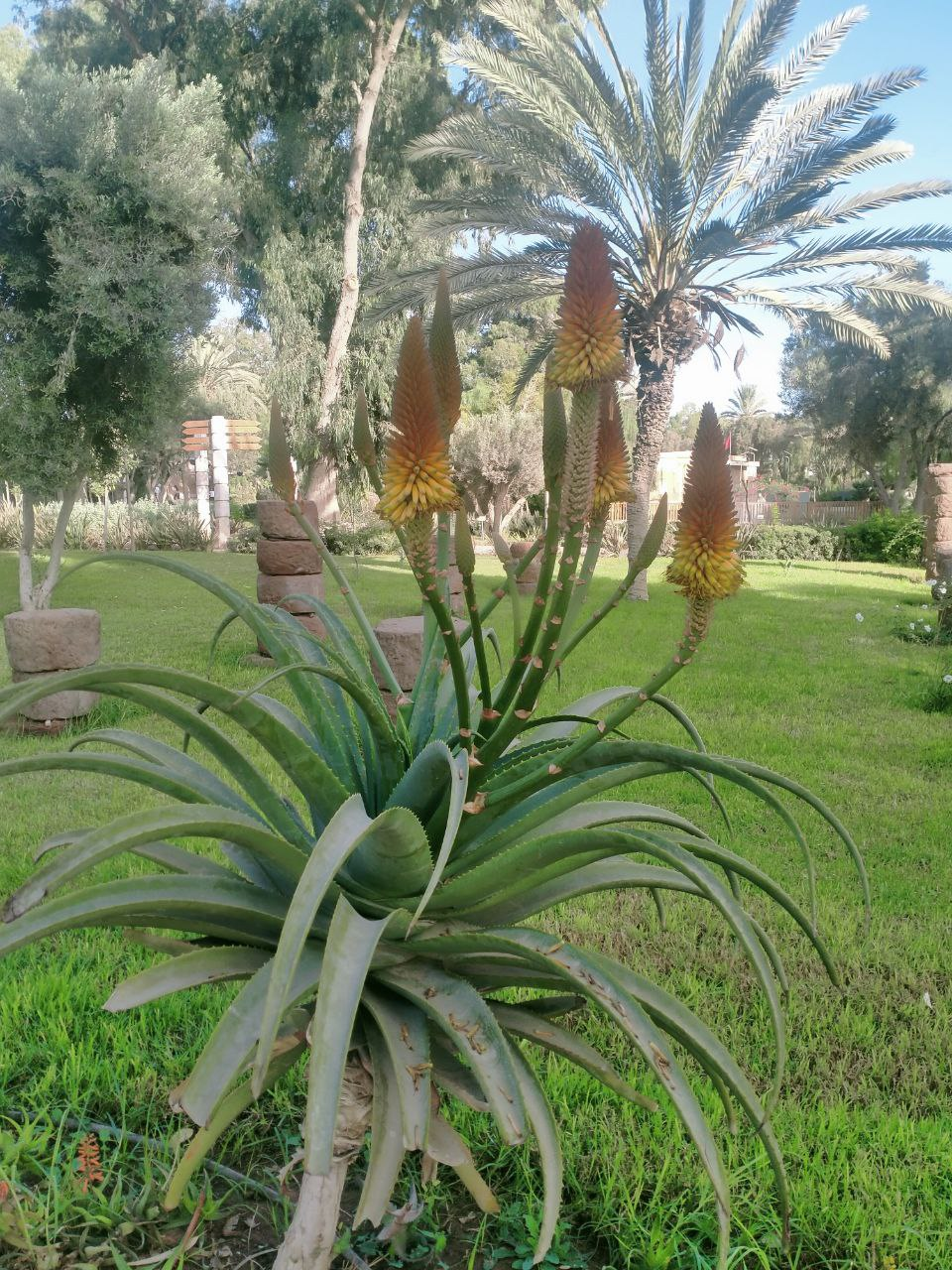
نبات شوكي مزهر بحديقة اولهاو

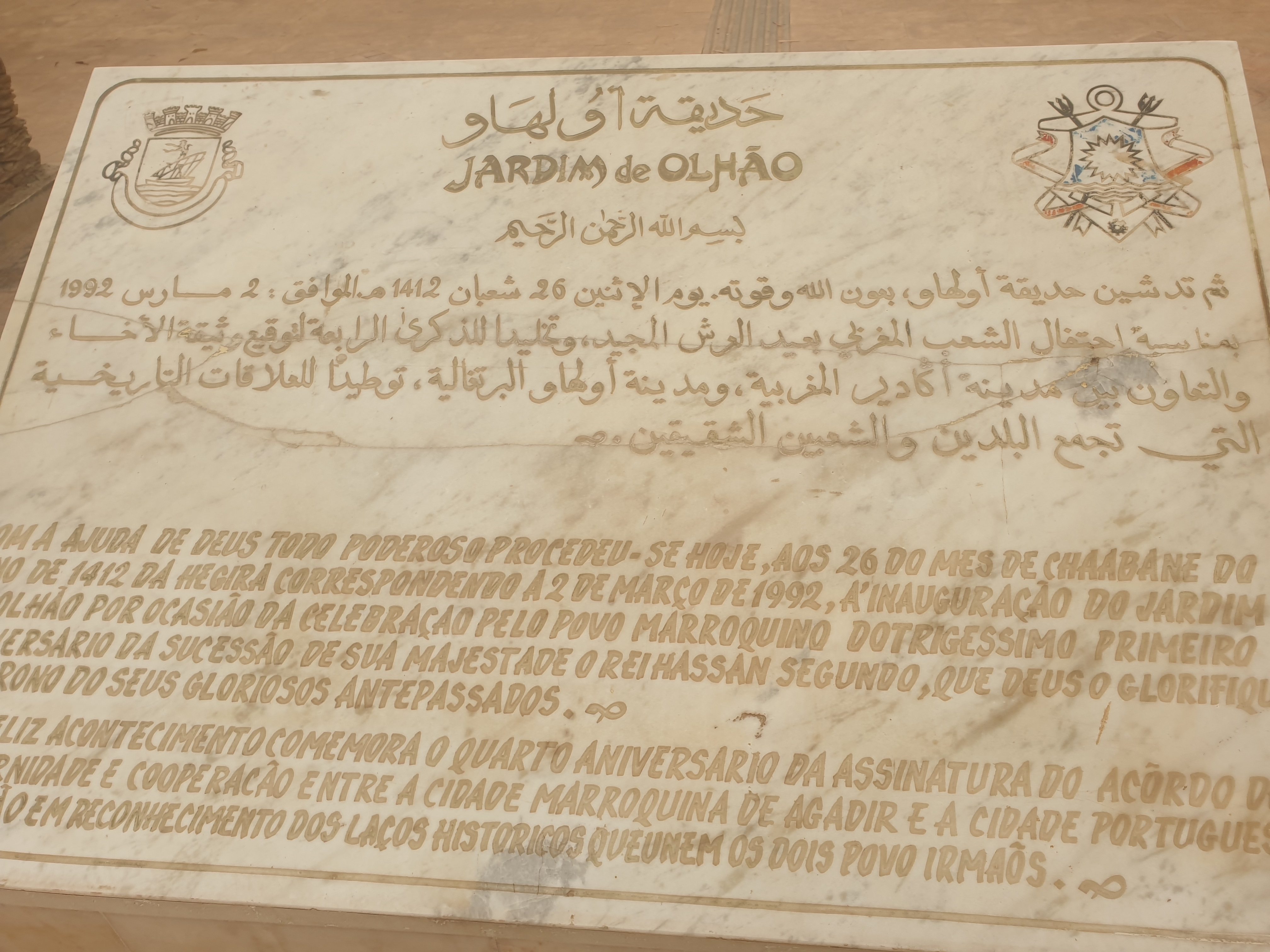
شاهد التاسيس

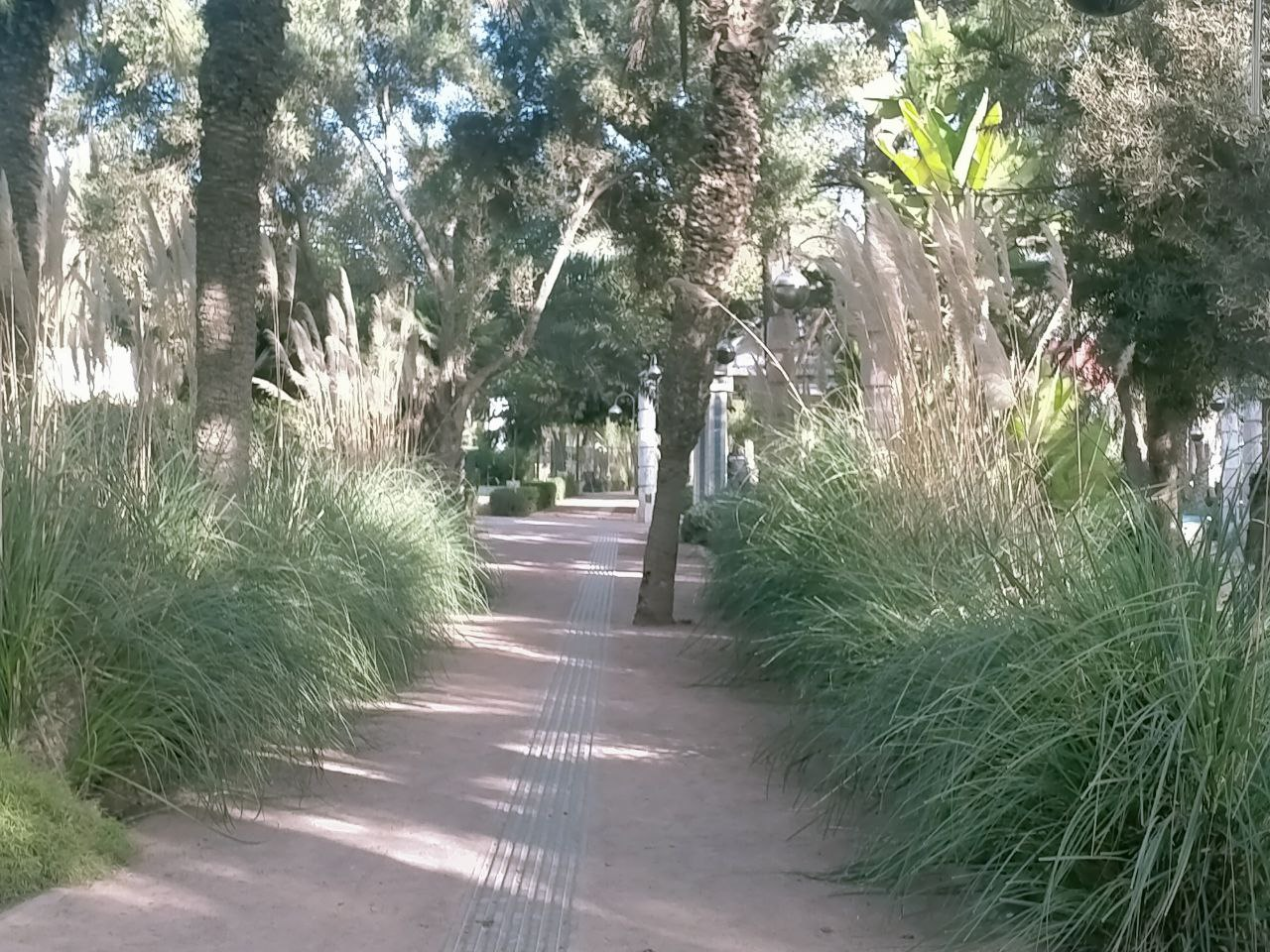
حديقة اولهاو بمدينة أكادير المغرب
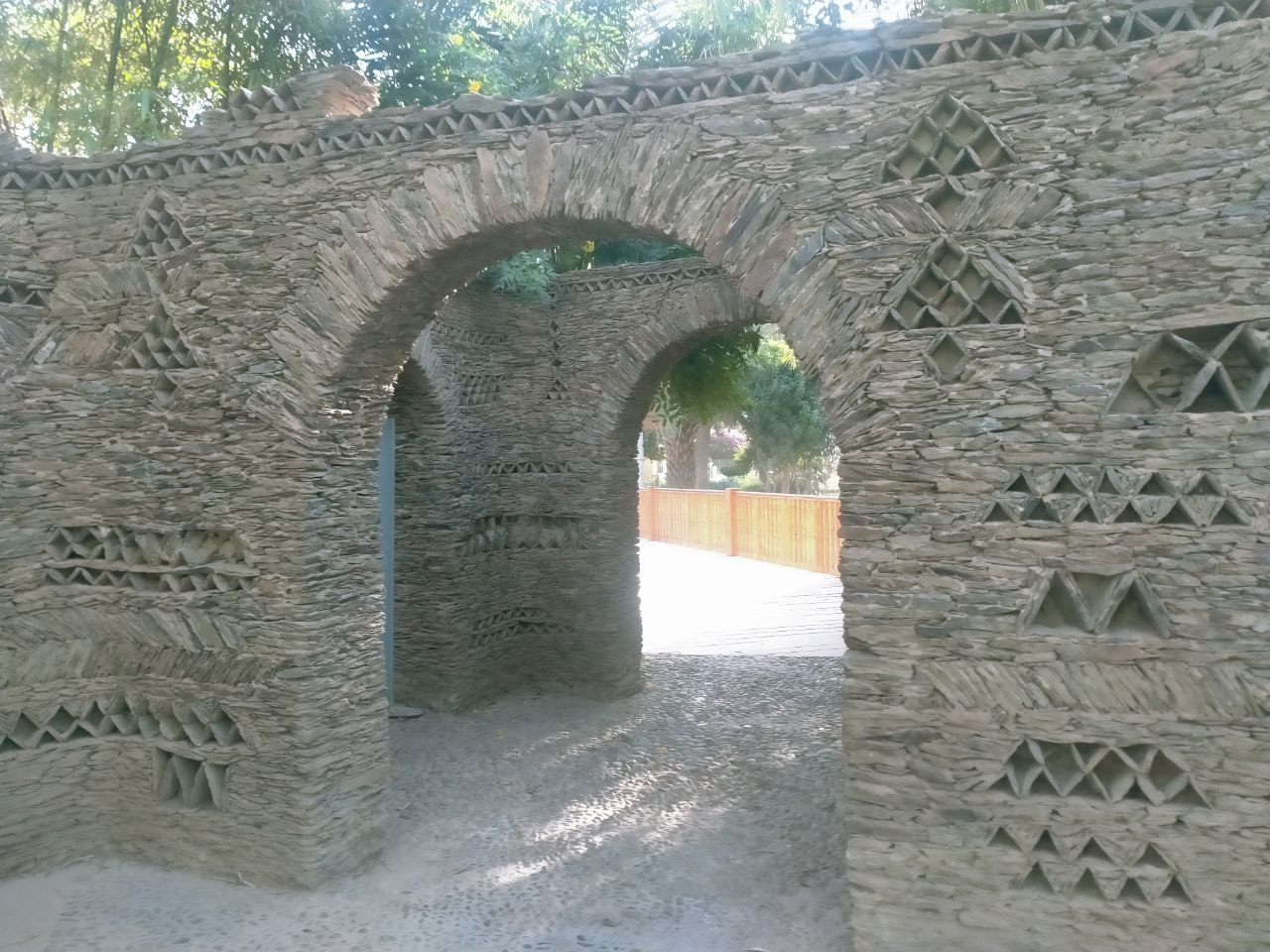
جانب من الثراث العمراني بحديقة اولهاو
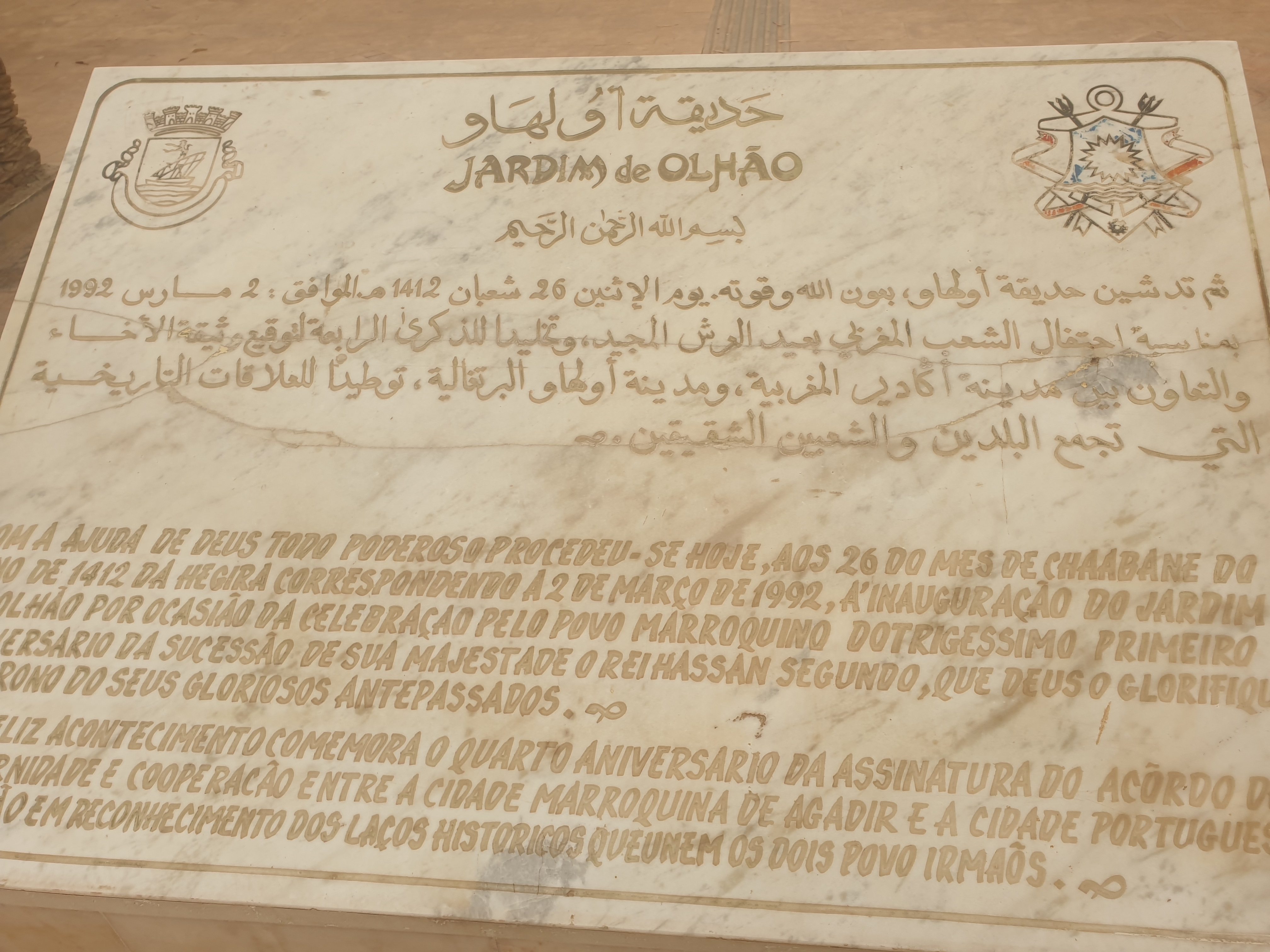
لوحة تعريفية حديقة اولهاو أكادير
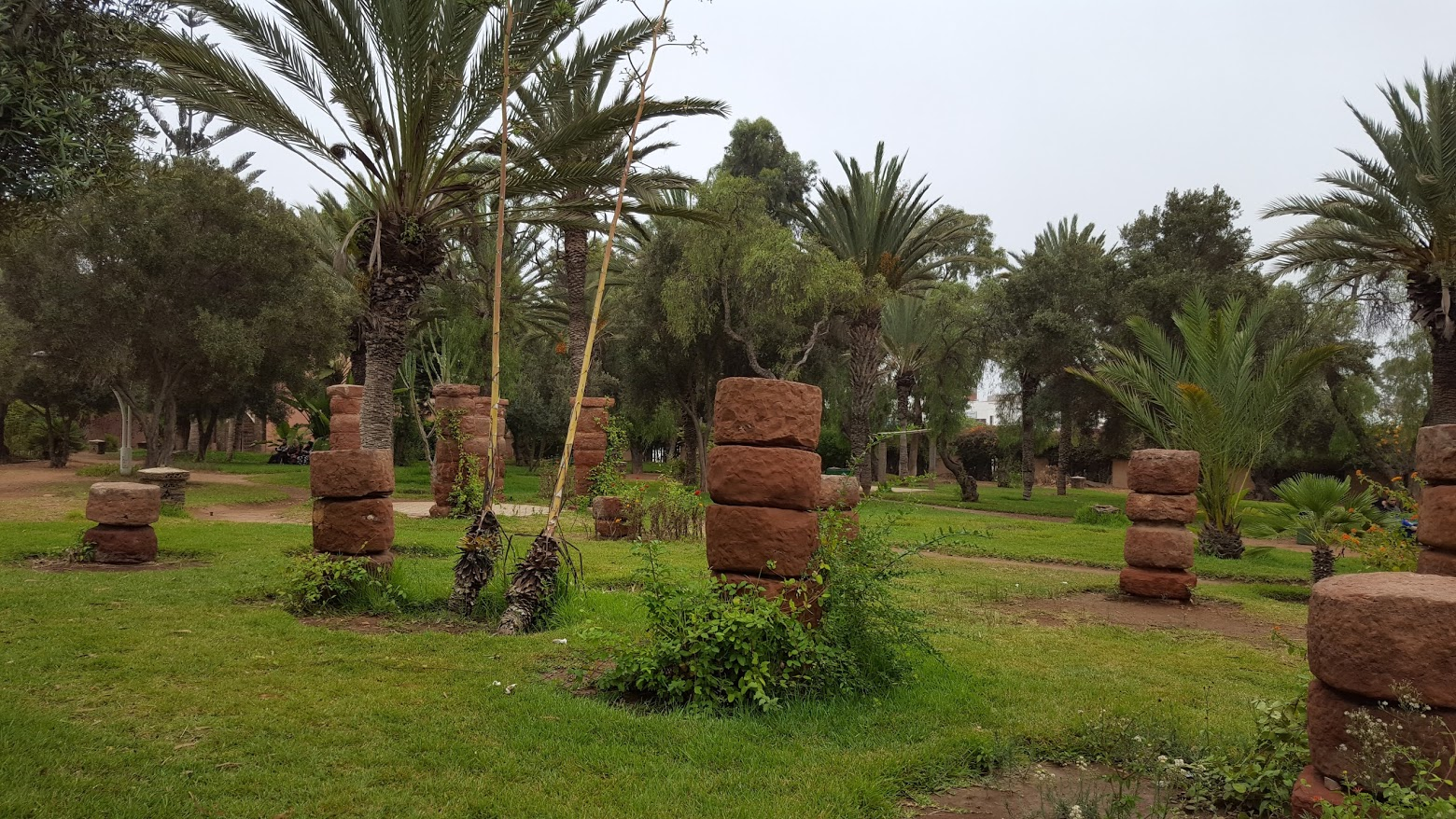
أشجار بحديقة اولهاو
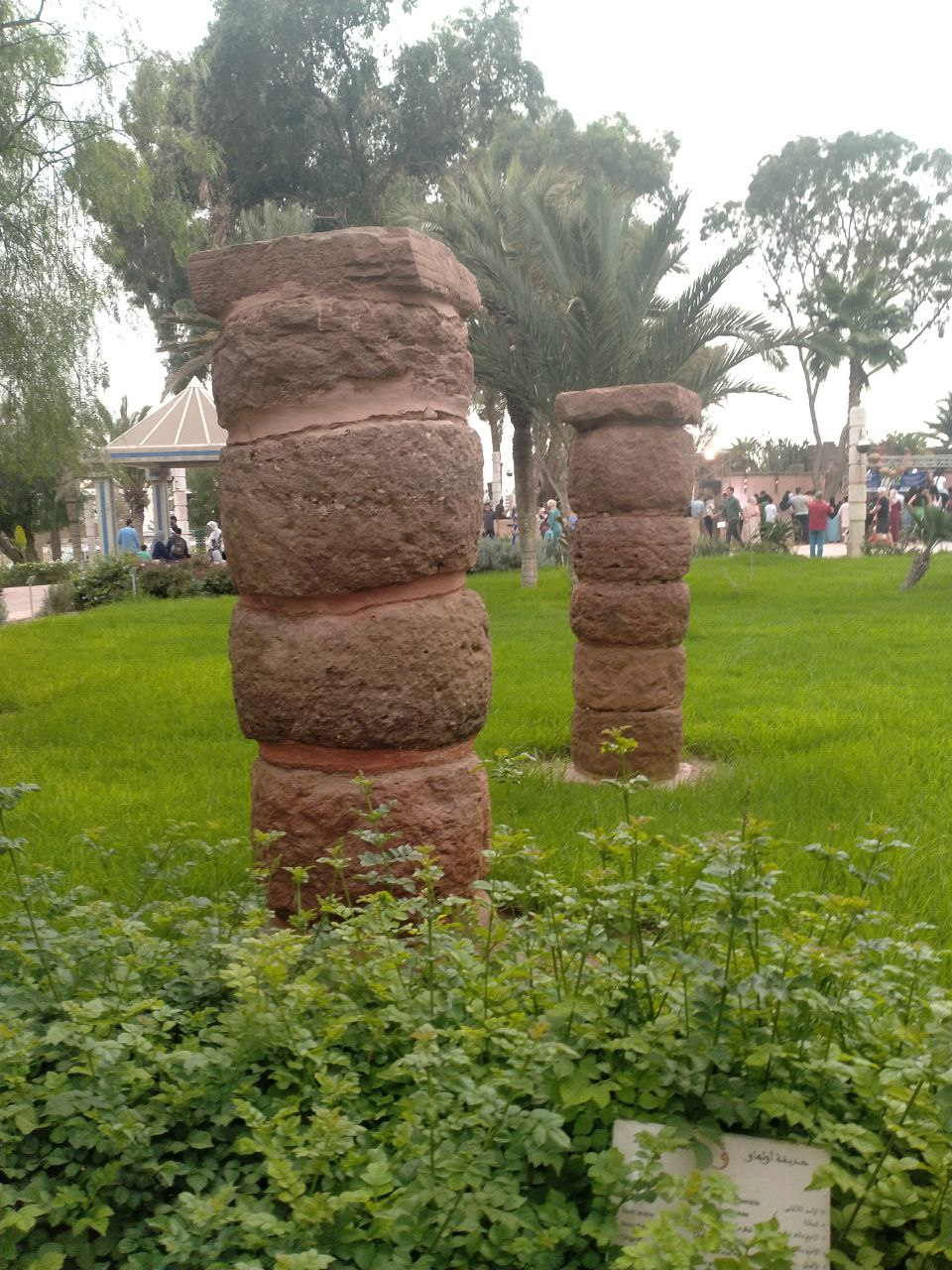
منحوتاث حديقة اولهاو
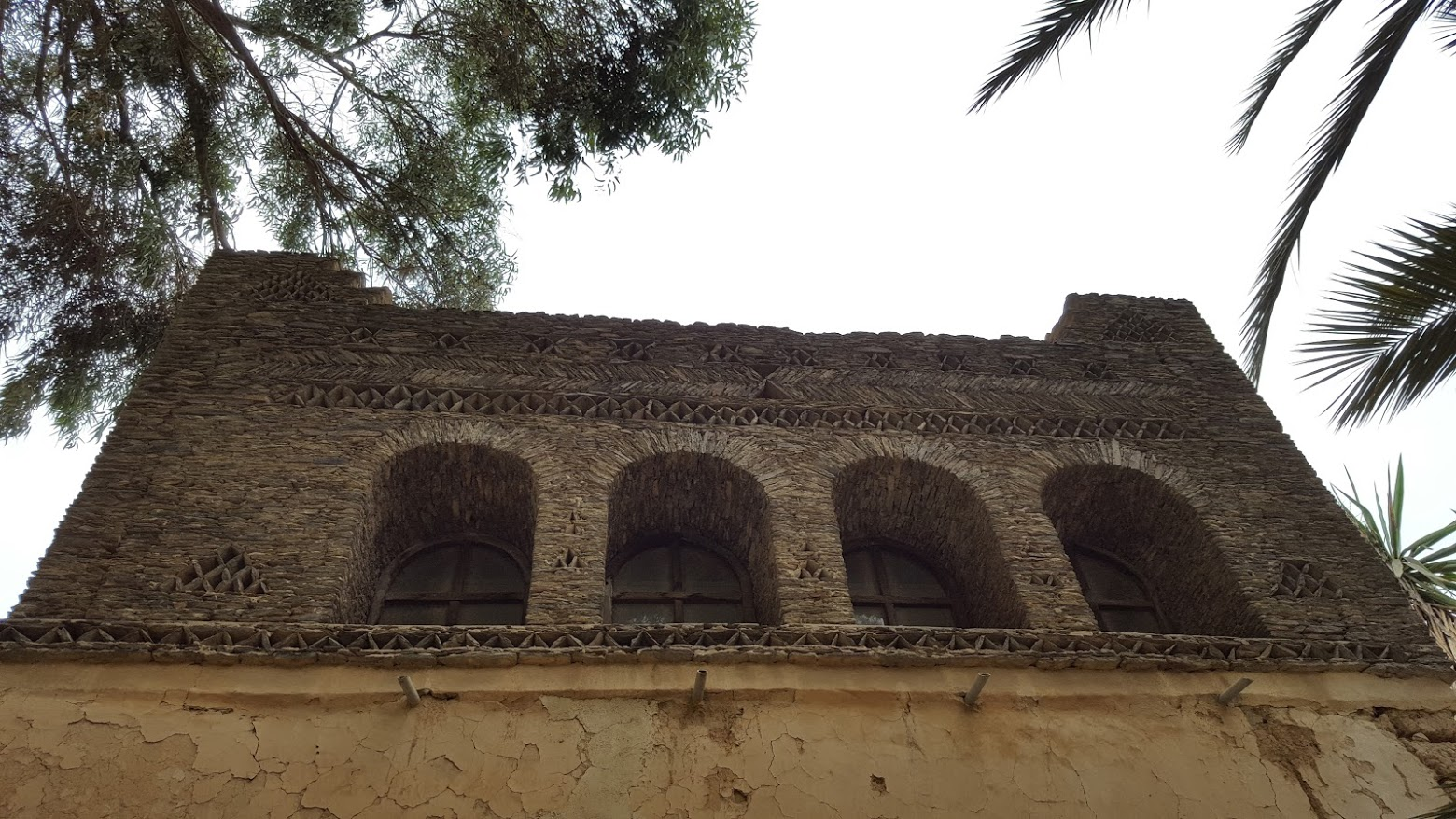
مبنى بحديقة اولهاو
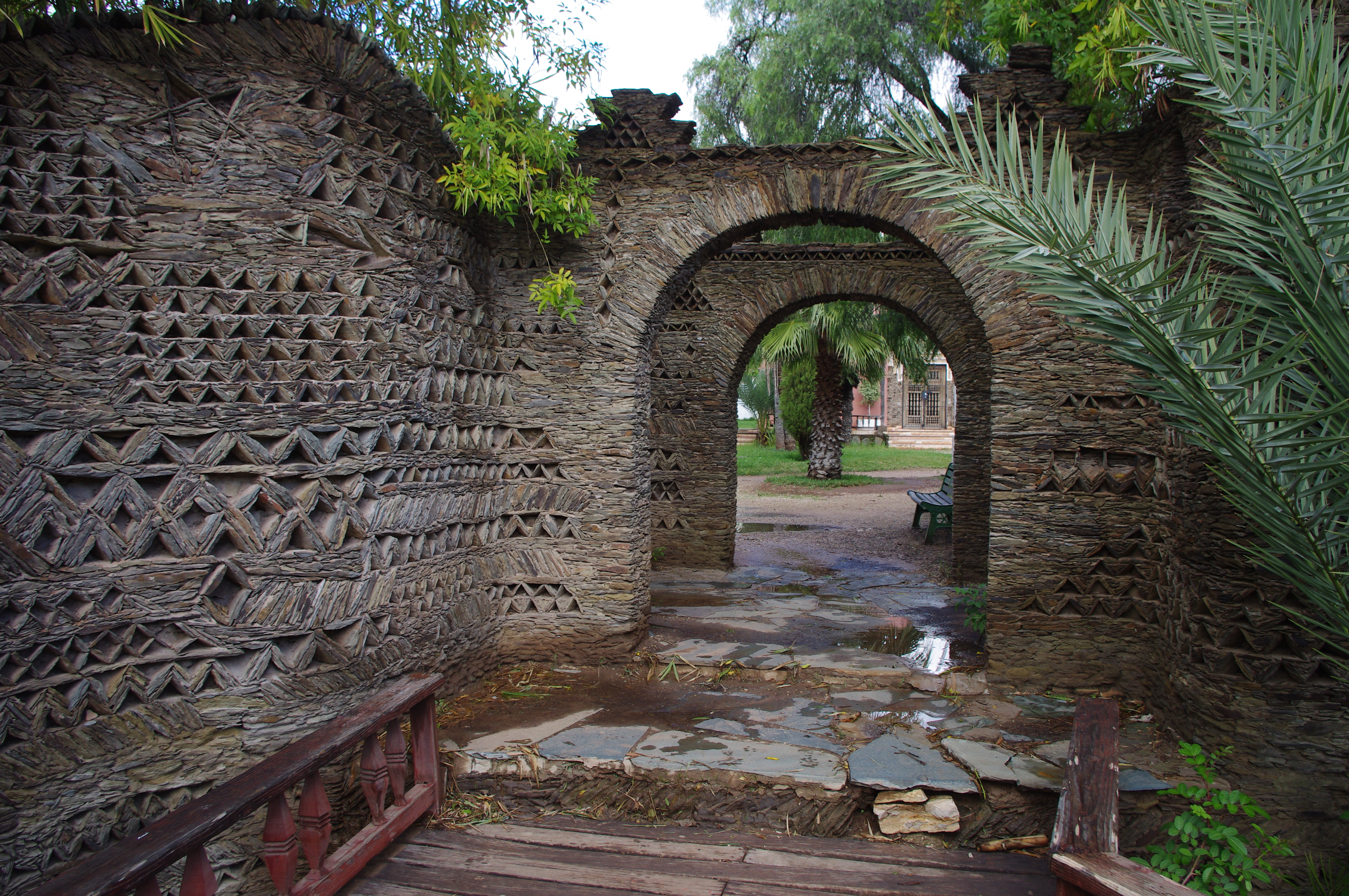
جانب من الثراث العمراني بالحديقة

## روابط خارجية
- متحف الذاكرة في حديقة أولهاو